# Drijber
Drijber (52° 48′ N, 6° 32′ L) é uma cidade dos Países Baixos, na província de Drente. Drijber pertence ao município de Midden-Drente, e está situada a 9 km, a norte de Hoogeveen.
A área de Drijber, que também inclui as partes periféricas da cidade, bem como a zona rural circundante, tem uma população estimada em 480 habitantes.